# Weru (Paciran)
Weru is een bestuurslaag in het regentschap Lamongan van de provincie Oost-Java, Indonesië. Weru telt 4279 inwoners (volkstelling 2010).